# Zango (Nigéria)
Zango é uma área de governo local no Catsina (estado), Nigéria, partilha uma fronteira com a República do Níger. Sua sede fica na cidade de Zango, no norte da área de 13° 05′ 00″ N, 8° 29′ 00″ L.
Possui uma área de 601 km ² e uma população de 154.743 no censo de 2006.
O código postal da área é 824.